# ماركو روتا
ماركو روتا (بالإيطالية: Marco Rota)‏ هو فنان قصص مصورة إيطالي، ولد في 18 سبتمبر 1942 في ميلانو في إيطاليا.

## وصلات خارجية
- ماركو روتا على موقع ديسكوغز (الإنجليزية)